# Resource and Energy Economics
Resource and Energy Economics est une revue académique trimestrielle à comité de lecture couvrant l'économie de l'énergie et l'économie de l'environnement publiée par Elsevier.

## Création
Elle est créée en 1978 sous le nom de Resource and Energy (en français Ressources et Énergie) et migre vers son titre actuel en 1993. Les rédacteurs en chef sont RD Horan (Université d'État du Michigan) et D. van Soest (Université de Tilbourg). La revue a été fondée par l'économiste George S. Tolley de l'Université de Chicago, qui continue d'en être l'éditeur honoraire.

## Indexation
La revue est résumée et indexée dans ABI/Inform, Engineering Index, Geosystems, INSPEC, Journal of Economic Literature, RePEc, Scopus, Current Contents/Social & Behavioral Sciences et dans le Social Sciences Citation Index. Selon le Journal Citation Reports, la revue a un facteur d'impact de 1,495 en 2012.